# Baranyecz János
Ifjúsági válogatott ökölvívó, később gitárosként tevékenykedik (Radics Béla-tanítvány), 1979-ben a Torino cirkuszban játszik, 1980-ban rövid ideig a Tűzkerék együttesben, 1981-től a Fiatal művészek klubjának a tagja,.majd át tér a vendéglátásra. Először kidobóember, majd szakács-üzletvezető. 50 éves korától a szegénység ellenes hálózat aktivistája. Brüsszelben képviseli a magyar szegényeket, Londonban részt vesz egy a BBC által létrehozott rehabilitációs médiaprogram tanulmányi útján, a 2012-es Szociális Expón elnökségi tag, és másodmagával adja át Ferge Zsuzsának a szoc. szakma (3 SZ) díját.
Okleveles Tapasztalati Szakértőként szociális segítő a XIII. kerület idős klubjaiban, önerőből főz és adományt gyűjt rászorulóknak. Művészet- és szocioterapeutaként önismereti csoportot vezet a XIII. kerületi prevenciós központban, kulturális rendezvényszervezőként megszervezi 2013-ban az AJAMK-ban az Angyalföld 75. évfordulója előtt tisztelgő Rock Péntek elnevezésű műsort, melyben számos neves művész lép fel, rendszeresen szervez akár nemzetközi koncerteket is a PeCsa Caféban.2011-ben Demeter Zoltánnal közösen elkészítenek egy 10 részes főző műsort spórolósoknak, amelyet nagy sikerrel játszott a TV 13.
2012-ben megjelenik első önálló lemeze SZ-ÍNvázió címmel, mely saját szerzeményeket tartalmaz. Baranyecz (közkedvelt nevén Branyo, Gitárológus) a gitározáson és éneklésen kívül tanítja is a hangszer használatát, például  a H 52 nevű ifjúsági irodában, hátrányos helyzetű gyermekeknek, azonkívül zeneszerző, szöveg- és versíró. A 13. kerület 75. jubileumi évfordulójára  kiírt versírópályázat első helyezettje, több újságban jelennek meg írásai, és az ő " Falfirka " című műve nyerte el 2015-ben az „Elfogadás falán” való megjelenést. 2016-ban felkerül a Rock múzeumban található " Magyar Rock hírességek fala"-ra.
Zenekarával, a Branyo Experience-el 2014-ben felléptek a stuttgarti konzulátuson, a Heilbronni bluesfesztiválon és egyhetes erdélyi turnéval zárták az évet. 2016-218-ig a Bredd rádióban vezet önálló műsort " Nem csak Rock " címmel.
„Branyo” több tv-műsorban is vállalt szöveges vagy énekes szerepet, mint például: Csaó Darwin, Hal a tortán, Numera király, Retro TV maci, Magánnyomozók, Bűnök és szerelmek, Éjjel-nappal Budapest (Kristóf apja), de fórumszínházzal is járta az országot, sőt a Trafó színházban is kapott szerepet, 2021-ben pedig a " Megátkozott gitáros" című Radics Béláról szóló filmben. 2013-ban Demeter Zoltánnal közösen elkészítettek egy 10 részes,
elsősorban rászorulóknak és spórolósoknak szóló főzőműsort, melyet sikerrel közvetít a TV 13. 2020-ban megjelent "Gondolatok, gondolkodóknak" című életmű könyve, 2022-ben pedig pedig az "Angyalföldi ponyvaregény".
Ez idáig három színdarabot írt. Angyalföldi srácok 56, Olivér kalandjai, Pipis-kedők.